# Бессен

Графство Байё в составе Нормандии. XII век
Территория графства Байё
Остальная часть герцогства Нормандия

Бессен (фр. Bessin) — историческая территория в центральной части Нижней Нормандии с центром в городе Байё. Первоначально Бессен представлял область проживания кельтского племени байокассов, в X веке здесь расселились скандинавские викинги, а после вхождения в состав герцогства Нормандия на территории Бессена было образовано виконтство Байё. После ликвидации последнего и включения области в состав домена королей Франции в начале XIII века название Бессен закрепилось за территорией епископства Байё. С Великой французской революции и до настоящего времени Бессен находится в составе департамента Кальвадос.

## География
Границы территории Бессена на протяжении его истории существенно изменялись. Первоначально, когда под этим названием понималась ядро расселения байокассов в Нижней Нормандии, а также во времена существования виконтства Байё, к Бессену относился не только район города Байё, но и земли к востоку от него до Кана включительно, а также территории в южном направлении до Вира и Таншбре. Позднее область Кана и Вируа перестали относить к Бессену. В настоящее время под названием Бессен понимают западную треть департамента Кальвадос. Таким образом, на западе Бессен ограничен полуостровом Котантен, на юге — бокажем Вируа, а на востоке — областью Кана. Северный берег Бессена омывается водами Ла-Манша. 
Основные города современного Бессена: Байё, Порт-ан-Бессен, Исиньи-сюр-Мер, Баллеруа.

## История

### Галло-франкский период
К концу I века до н. э. территорию Бессена заселяло гальское племя байокассов, от которого произошло название города Байё (фр. Bayeaux). В кампаниях 58—51 г. до н. э. байокассы были подчинены войсками Юлия Цезаря и вошли в состав провинции Галлия. Территория их расселения сохранила административную целостность, образовав отдельный округ (лат. pagum) с центром в Аугустодуруме (современный Байё). В этом городе в IV веке было образовано епископство (позднее — епископство Байё). Территория, относящаяся к епископству Байё, которая также примерно соответствовала ядру расселения байокассов, получила название Бессен. В подчинении епископов находились и земли, населённые видукассами (район южнее Кана). Кроме того, в состав епископства на раннем этапе его существования, вероятно, входил и полуостров Котантен, то есть земли племени унеллов. С созданием в V веке епископства Кутанс Котантен вышел из подчинения Байё, после чего территория Бессена приобрела относительную стабильность границ и просуществовала как диоцез Байё до Великой французской революции 1789 г. В этот период в Бессене были построены укрепления Саксонского берега (лат. Litus Saxonnicum).
С начала V века на побережье Ла-Манша начали расселяться саксы, приплывшие сюда с территории современной Нижней Саксонии. Однако об истории саксов в Бессене известно крайне мало. Очевидно, что когда Нормандия была подчинена Хлодвигом I, возможности для расширения саксонского населения в регионе резко сократились, и в скором времени местные саксы были ассимилированы франками. В период правления Каролингов во Франкском королевстве территория Бессена управлялась графами, которых сначала назначали короли, а в IX веке власть графов приобрела наследственный характер. Каролингское графство Бессен (или графство Байё) по всей видимости соответствовало территории диоцеза Байё. Из графов Бессена франкского периода наиболее известен Беренгар, живший на рубеже IX — X веков, который установил свою власть в Ренне и основал династию герцогов, правивших в Бретани в 988—1066 гг.

### Нормандский период и виконтство Байё
В начале X века побережье Нормандии подверглось массированным атакам скандинавских викингов. Район Бессена стал центром расселения одной из норманнских «армий», вероятно прибывшей сюда из уже колонизированных датчанами областей Англии (Данелаг). Власть франкских графов была ликвидирована. Байё стал главной базой операций викингов в Нижней Нормандии: отсюда развивалось завоевание Котантена, Авраншена и Мортена. В 928 г. норманны Бессена признали власть руанского графа Роллона и вошли в состав герцогства Нормандия. Процессы внедрения французской культуры и феодальных социальных институтов среди скандинавского населения Бессена шли более замедленными темпами, чем в других регионах Нормандии. Известно, что герцог Ричард I был вынужден изучать датский язык в Байё, поскольку в Руане и Нижней Нормандии в середине X века он был вытеснен французским.
Административное устройство при нормандских герцогах сохранило в основных чертах каролингскую систему: графство Байё было сохранено, но стало владением герцогов Нормандии. Для управления графством последние стали назначать виконтов, что дало начало виконтству Байё. В начале XII века виконты Байё унаследовали Авранш и палатинат Честер в Англии.

### В составе Французской монархии
После вхождения Нормандии в состав Французского королевства в 1204 г. и прекращения линии виконтов де Байё в 1232 г. Бессен был включён в состав Канского бальяжа и стал управляться бальи Кана, в подчинении которых находились виконты Байё. Однако они уже являлись чиновниками королевской администрации, назначаемыми и смещаемыми по усмотрению короля Франции. Канский бальяж (наряду с бальяжами Руана, Ко, Эврё, Жизора, Алансона и Котантена) был одним из семи бальяжей Нормандии — крупных административно-территориальных единиц средневековой Франции. Когда в XVI века было проведено укрупнение административных округов, Бессен вошёл в состав Канского генералитета, включавшего помимо территории бывшего графства Байё, полуостров Котантен и области Авранша и Мортена.
В 1789 г., во время Великой французской революции, была произведена реформа местного управления и создана система департаментов, существующая до настоящего времени. Бессен был включён в состав департамента Кальвадос.

## Список графов и виконтов де Байё

### Графы де Байё
- с 889 : Беренгар де Байё;
- c 1011 : Рауль д'Иври, единоутробный брат Ричарда I, герцога Нормандии.

### Виконты де Байё
- кон. X века : Анскитиль;
- до 1047 : Ранульф I де Бессен, сын предыдущего, женат на побочной дочери Ричарда III, герцога Нормандии;
- 1047—1089 : Ранульф II, сын предыдущего, женат на Маргарите, дочери Ричарда I, виконта д'Авранша;
- 1089—1129 : Ранульф III ле Мешен, 1-й граф Честер, сын предыдущего;
- 1129—1153 : Ранульф IV де Жернон, 2-й граф Честер, сын предыдущего;
- 1153—1181 : Гуго де Кевельок, 3-й граф Честер, сын предыдущего;
- 1181—1232 : Ранульф V де Блондевиль, 4-й граф Честер, сын предыдущего.